# Port lotniczy Antalya
Port lotniczy Antalya – międzynarodowy port lotniczy położony 13 km na północny wschód od Antalyi. Jest jednym z największych portów lotniczych w Turcji. W 2019 roku obsłużył 35,7 mln pasażerów.

## Linie lotnicze i połączenia
| Linia Lotnicza                | Kierunek |
| ----------------------------- | --- |
| Aerofłot                      | 1. Grozny (od 16 kwietnia 2024) 2. Moskwa-Szeremietiewo |
| Aero Nomad Airlines           | Sezonowo: 1. Biszkek |
| Air Algerie                   | Sezonowo: 1. Algier |
| Air Arabia                    | Sezonowo: 1. Szardża |
| Air Astana                    | 1. Ałmaty 2. Astana |
| Air Serbia                    | Sezonowe czartery: 1. Belgrad 2. Nisz |
| Air Baltic                    | Sezonowe czartery: 1. Ryga |
| AirExplore                    | Sezonowe czartery: 1. Bratysława 2. Koszyce 3. Pieszczany |
| AnadoluJet                    | 1. Ankara 2. Kolonia/Bonn 3. Düsseldorf 4. / Ercan 5. Stambuł-Sabiha Gökçen 6. Londyn-Stansted 7. Zurych Sezonowo: 1. Bruksela 2. Frankfurt 3. Genewa 4. Hamburg 5. Hanower 6. Sarajewo 7. Skopje 8. Sofia 9. Tel Awiw 10. Wiedeń |
| Animawings                    | Sezonowe czartery: 1. Arad 2. Baia Mare 3. Braszów 4. Bukareszt 5. Kluż-Napoka 6. Krajowa 7. Oradea 8. Sybin 9. Târgu Mureș 10. Timișoara |
| Austrian Airlines             | Sezonowo: 1. Wiedeń |
| Azerbaijan Airlines           | 1. Baku |
| Azur Air                      | Sezonowe czartery: 1. Archangielsk 2. Astrachań 3. Barnauł 4. Czelabińsk 5. Irkuck 6. Kazań 7. Kemerowo 8. Chabarowsk 9. Krasnojarsk 10. Magnitogorsk 11. Moskwa-Wnukowo 12. Murmańsk 13. Niżny Nowogród 14. Nowosybirsk 15. Omsk 16. Orenburg 17. Sankt Petersburg 18. Saratów 19. Surgut 20. Syktywkar 21. Tomsk 22. Uljanowsk 23. Władykaukaz 24. Jekaterynburg |
| Belavia                       | Sezonowe czartery: 1. Homel 2. Mińsk |
| BH Air                        | Sezonowe czartery: 1. Płowdiw 2. Sofia 3. Warna |
| British Airways               | Sezonowo: 1. Londyn-Gatwick |
| Brussels Airlines             | Sezonowo: 1. Bruksela |
| Buzz                          | Sezonowe czartery: 1. Kraków |
| Chair Airlines                | Sezonowo: 1. Zurych |
| Condor                        | Sezonowo: 1. Düsseldorf 2. Frankfurt 3. Hamburg 4. Lipsk/Halle 5. Monachium |
| Corendon Airlines             | Sezonowo: 1. / Bazylea 2. Berlin 3. Birmingham 4. Brema 5. Bristol 6. Bruksela 7. Bukareszt 8. Kolonia/Bonn 9. Drezno 10. Düsseldorf 11. Erfurt 12. Frankfurt 13. Friedrichshafen 14. Glasgow 15. Graz 16. Hamburg 17. Hanower 18. Karlsruhe/Baden-Baden 19. Kassel 20. Katowice 21. Lipsk/Halle 22. Linz 23. Londyn-Gatwick 24. Londyn-Stansted (od 10 maja 2024) 25. Manchester 26. Memmingen 27. Monachium 28. Münster/Osnabrück 29. Newcastle 30. Norymberga 31. Paderborn/Lippstadt 32. Paryż-Charles de Gaulle 33. Rostock 34. Saarbrücken 35. Salzburg 36. Stuttgart 37. Wiedeń 38. Warszawa-Okęcie 39. Zurych |
| Corendon Dutch Airlines       | Sezonowo: 1. Amsterdam 2. Groningen 3. Maastricht Aachen 4. Rotterdam |
| Czech Airlines                | Sezonowe czartery: 1. Praga |
| DAT                           | Sezonowe czartery: 1. Billund 2. Kopenhaga |
| Discover Airlines             | 1. Frankfurt 2. Monachium |
| EasyJet                       | 1. Birmingham (od 18 marca 2024) 2. Liverpool 3. Londyn-Gatwick 4. Londyn-Luton 5. Manchester Sezonowo: 1. / Bazylea (od 31 marca 2024) 2. Belfast-International 3. Berlin (od 2 kwietnia 2024) 4. Bristol 5. Edynburg 6. Genewa |
| Edelweiss Air                 | Sezonowo: 1. Zurych |
| Enter Air                     | Sezonowe czartery: 1. Bydgoszcz 2. Gdańsk 3. Katowice 4. Kraków 5. Łódź 6. Lublin 7. Poznań 8. Rzeszów 9. Szczecin 10. Warszawa-Okęcie 11. Warszawa-Modlin 12. Warszawa-Radom 13. Wrocław |
| European Air Charter          | Sezonowe czartery: 1. Płowdiw |
| Eurowings                     | Sezonowo: 1. Berlin 2. Kolonia/Bonn 3. Düsseldorf 4. Stuttgart |
| Finnair                       | Sezonowo: 1. Helsinki |
| Fly Lili                      | Sezonowe czartery: 1. Bukareszt-Băneasa |
| flyadeal                      | Sezonowo: 1. Rijad |
| Freebird Airlines             | Sezonowo: 1. Berlin 2. Kiszyniów 3. Kolonia/Bonn 4. Düsseldorf 5. Erfurt 6. Frankfurt 7. Hamburg 8. Hanower 9. Lipsk/Halle 10. Londyn-Gatwick 11. Monachium 12. Norymberga 13. Paderborn/Lippstadt 14. Stuttgart Sezonowe czartery: 1. Weeze |
| GetJet Airlines               | Sezonowe czartery: 1. Wilno |
| Helvetic Airways              | Sezonowo: 1. Berno 2. Zurych |
| Heston Airlines               | Sezonowe czartery: 1. Wilno |
| HiSky                         | Sezonowe czartery: 1. Braszów |
| IFly                          | Sezonowe czartery: 1. Kazań 2. Krasnojarsk 3. Moskwa-Wnukowo 4. Niżniewartowsk 5. Nowosybirsk 6. Sankt Petersburg 7. Samara 8. Ufa 9. Jekaterynburg |
| Ikar                          | 1. Archangielsk 2. Krasnojarsk 3. Syktywkar 4. Tomsk 5. Władywostok |
| Iraqi Airways                 | 1. Bagdad |
| Jazeera Airways               | 1. Kuwejt |
| Jet2.com                      | 1. Birmingham 2. Bristol 3. Edynburg 4. Glasgow 5. Leeds/Bradford 6. Londyn-Stansted 7. Manchester 8. Newcastle Sezonowo: 1. Belfast-International 2. East Midlands 3. Liverpool (od 28 marca 2024) |
| Luxair                        | Sezonowo: 1. Luksemburg |
| Mavi Gök Airlines             | Sezonowe czartery: 1. Astana 2. Brema 3. Linz 4. Saarbrücken |
| Nordwind Airlines             | Sezonowe czartery: 1. Astrachań 2. Barnauł 3. Czeboksary 4. Czelabińsk 5. Grozny 6. Irkuck 7. Kaługa 8. Kazań 9. Kemerowo 10. Chabarowsk 11. Lipieck 12. Magnitogorsk 13. Mineralne Wody 14. Moskwa-Szeremietiewo 15. Murmańsk 16. Niżniekamsk 17. Niżniewartowsk 18. Niżny Nowogród 19. Nowokuźnieck 20. Nowosybirsk 21. Omsk 22. Orenburg 23. Orsk 24. Perm 25. Sankt Petersburg 26. Samara 27. Saratów 28. Surgut 29. Tomsk 30. Tiumeń 31. Ufa 32. Uljanowsk 33. Władykaukaz 34. Wołgograd 35. Jekaterynburg |
| Norwegian Air Shuttle         | 1. Oslo-Gardermoen 2. Sztokholm-Arlanda Sezonowo: 1. Bergen 2. Stavanger |
| Pegasus Airlines              | 1. Adana 2. Ałmaty 3. Amman 4. Amsterdam 5. Ankara 6. Bejrut 7. Kolonia/Bonn 8. Dubaj 9. Düsseldorf 10. / Ercan 11. Frankfurt 12. Stambuł-Sabiha Gökçen 13. Kayseri 14. Londyn-Stansted 15. Manchester 16. Szarm el-Szejk 17. Sofia 18. Sztokholm-Arlanda 19. Tel Awiw 20. Trabzon Sezonowo: 1. Aalborg 2. Bahrajn 3. Billund 4. Bratysława (od 18 maja 2024) 5. Brema 6. Kopenhaga 7. Drezno (od 31 marca 2024) 8. Doha 9. Genewa 10. Hamburg 11. Hanower 12. Helsinki 13. Kuwejt 14. Moskwa-Domodiedowo 15. Monachium 16. Münster/Osnabrück (od 1 kwietnia 2024) 17. Norrköping 18. Paderborn/Lippstadt 19. Paryż-Charles de Gaulle 20. Praga (od 19 maja 2024) 21. / Prisztina (od 1 czerwca 2024) 22. Sankt Petersburg 23. Sarajewo (od 3 czerwca 2024) 24. Szymkent 25. Skopje (od 2 czerwca 2024) 26. Tallinn 27. Tirana (od 3 czerwca 2024) 28. Wiedeń 29. Erywań Sezonowe czartery: 1. Ålesund 2. Bydgoszcz 3. Gdańsk 4. Poznań 5. Trondheim 6. Zielona Góra |
| Petroleum Air Services        | Sezonowe czartery: 1. Kair |
| Pobeda                        | 1. Moskwa-Szeremietiewo 2. Moskwa-Wnukowo Sezonowo: 1. Kazań 2. Perm |
| Qatar Airways                 | Sezonowo: 1. Doha |
| Red Wings                     | 1. Czelabińsk |
| Rossija                       | 1. Soczi Sezonowo: 1. Sankt Petersburg Sezonowe czartery: 1. Kazań 2. Niżny Nowogród 3. Nowosybirsk 4. Perm 5. Samara 6. Tiumeń 7. Ufa 8. Jekaterynburg |
| Royal Jordanian               | Sezonowo: 1. Amman |
| S7 Airlines                   | 1. Moskwa-Domodiedowo 2. Nowosybirsk |
| Scandinavian Airlines System  | Sezonowo: 1. Kopenhaga 2. Oslo-Gardermoen 3. Sztokholm-Arlanda Sezonowe czartery: 1. Billund 2. Göteborg 3. Tromsø 4. Trondheim |
| SCAT Airlines                 | Sezonowo: 1. Ałmaty 2. Astana |
| Smartavia                     | Sezonowe czartery: 1. Moskwa-Domodiedowo 2. Nowosybirsk |
| SmartLynx Airlines Estonia    | Sezonowe czartery: 1. Tallinn |
| Smartwings                    | Sezonowo: 1. Bratysława 2. Brno 3. Ostrawa 4. Pardubice 5. Praga Sezonowe czartery: 1. Czeskie Budziejowice 2. Karlovy Vary |
| Smartwings Hungary            | Sezonowe czartery: 1. Budapeszt 2. Debreczyn |
| Smartwings Poland             | Sezonowe czartery: 1. Katowice 2. Poznań 3. Warszawa-Okęcie |
| Southwind Airlines            | Sezonowo: 1. Astana (od 28 maja 2024) 2. Birmingham (od 31 marca 2024) 3. Bristol (od 5 kwietnia 2024) 4. East Midlands (od 2 kwietnia 2024) 5. Edynburg (od 31 marca 2024) 6. Glasgow (od 3 kwietnia 2024) 7. Helsinki (od 22 kwietnia 2024) 8. Leeds/Bradford (od 25 marca 2024) 9. Liverpool (od 25 marca 2024) 10. Londyn-Stansted (od 31 marca 2024) 11. Manchester (od 6 kwietnia 2024) 12. Newcastle (od 5 kwietnia 2024) Sezonowe czartery: 1. / Bazylea 2. Mediolan-Bergamo 3. Berlin 4. Bejrut 5. Kiszyniów 6. Düsseldorf 7. Hamburg 8. Hanower 9. Heraklion 10. Irkuck 11. Królewiec (od 25 kwietnia 2024) 12. Kazań 13. Krasnojarsk 14. Lipsk/Halle 15. Moskwa-Szeremietiewo 16. Monachium 17. Niżny Nowogród 18. Nowosybirsk 19. Norymberga 20. Orenburg 21. Samara 22. Skopje 23. Sankt Petersburg 24. Stuttgart 25. Tel Awiw 26. Ufa 27. Jekaterynburg 28. Zurych |
| Sunclass Airlines             | Sezonowe czartery: 1. Billund 2. Kopenhaga 3. Göteborg 4. Malmö 5. Oslo-Gardermoen 6. Stavanger 7. Sztokholm-Arlanda 8. Trondheim |
| Sundair                       | Sezonowo: 1. Brema 2. Drezno 3. Lubeka |
| Sunday Airlines               | Sezonowo: 1. Astana Sezonowe czartery: 1. Ałmaty 2. Aktau 3. Aktobe 4. Karaganda 5. Kustanaj 6. Ust-Kamienogorsk 7. Szymkent |
| SunExpress                    | 1. Abu Zabi 2. Adana 3. Amsterdam 4. / Bazylea 5. Berlin 6. Birmingham 7. Brema 8. Bristol 9. Budapeszt 10. Kolonia/Bonn 11. Kopenhaga 12. Diyarbakır 13. Dubaj 14. Düsseldorf 15. Edynburg 16. Irbil 17. Frankfurt 18. Gaziantep 19. Göteborg 20. Hamburg 21. Hanower 22. Hatay 23. Izmir 24. Kayseri 25. Kraków 26. Leeds/Bradford (od 31 marca 2024) 27. Lipsk/Halle 28. Londyn-Gatwick 29. Londyn-Stansted (od 1 kwietnia 2024) 30. Lyon 31. Malatya 32. Manchester 33. Mardin 34. Monachium 35. Münster/Osnabrück 36. Newcastle 37. Norymberga 38. Paryż-Charles de Gaulle 39. Praga 40. Saarbrücken 41. Samsun 42. Szarm el-Szejk 43. Sztokholm-Arlanda 44. Stuttgart 45. Trabzon 46. Wan 47. Wiedeń 48. Zurych Sezonowo: 1. Aalborg 2. Bejrut 3. Billund 4. Bruksela 5. Bukareszt (od 6 maja 2024) 6. Dortmund 7. Drezno 8. Dublin 9. Eindhoven 10. Genewa 11. Graz (od 2 kwietnia 2024) 12. Helsinki 13. Kuwejt 14. Marsylia 15. Mediolan-Malpensa (od 2 kwietnia 2024) 16. Paderborn/Lippstadt 17. / Prisztina 18. Ryga 19. Rotterdam 20. Sarajewo (od 3 marca 2024) 21. Skopje 22. Sofia 23. Tallinn 24. Tbilisi 25. Tirana 26. Wilno 27. Warszawa-Okęcie Sezonowe czartery: 1. Płowdiw |
| Swiss International Air Lines | Sezonowo: 1. Genewa |
| Tailwind Airlines             | Sezonowe czartery: 1. Brema 2. Erfurt 3. Kuwejt 4. Weeze |
| TAROM                         | Sezonowe czartery: 1. Baia Mare 2. Bukareszt 3. Kluż-Napoka 4. Suczawa 5. Timișoara |
| Transavia.com                 | Sezonowo: 1. Marsylia (od 22 kwietnia 2024) 2. Paryż-Orly |
| TUI Airways                   | Sezonowo: 1. Belfast-International (od 21 czerwca 2024) 2. Birmingham 3. Bournemouth 4. Bristol 5. Cardiff 6. East Midlands 7. Exeter 8. Glasgow 9. Leeds/Bradford 10. Londyn-Gatwick 11. Londyn-Stansted 12. Manchester 13. Newcastle |
| TUI fly Belgium               | 1. Bruksela Sezonowo: 1. Antwerpia 2. Ostenda |
| TUI fly Netherlands           | Sezonowo: 1. Amsterdam 2. Eindhoven 3. Groningen 4. Rotterdam |
| Turkish Airlines              | 1. Stambuł 2. Moskwa-Wnukowo 3. / Ercan Sezonowo: 1. Bagdad 2. Berlin 3. Düsseldorf 4. Frankfurt 5. Genewa 6. Kazań 7. Kuwejt 8. Moskwa-Domodiedowo 9. Monachium 10. Sankt Petersburg 11. Stuttgart 12. Tel Awiw 13. Warszawa-Okęcie Sezonowe czartery: 1. Ałmaty 2. Astana 3. Karaganda 4. Sarajewo |
| Widerøe                       | Sezonowe czartery: 1. Bergen 2. Trondheim |
| Wizz Air                      | 1. Londyn-Gatwick 2. Londyn-Luton Sezonowo: 1. Bukareszt 2. Budapeszt 3. Debreczyn |
| Yamal Airlines                | Sezonowe czartery: 1. Moskwa-Domodiedowo |